# Do My...
Do My... è il terzo e ultimo singolo estratto da The Understanding, secondo album del rapper statunitense Memphis Bleek. Pubblicato il 13 febbraio 2001 da Get Low, Roc-A-Fella e Def Jam, è prodotto da A Kid Called Roots. Alla canzone, collabora anche Jay-Z.
Il singolo entra nella chart statunitense dedicata ai pezzi R&B/Hip-Hop, ma non va oltre la sessantottesima posizione.

## Classifiche

### Classifiche settimanali
| Classifica (2001)        | Posizione massima |
| ------------------------ | ----------------- |
| US Hot R&B/Hip-Hop Songs | 68                |